# کارلوس اولیویرا (بازیکن فوتبال)
کارلوس اولیویرا (اسپانیایی: Carlos Oliveira‎) بازیکن فوتبال اهل کوبا بود.
وی همچنین در تیم ملی فوتبال کوبا بازی کرده‌است.